# Просек (станция метро)
Просек (чеш. Prosek) - 56-я станция пражского метрополитена. Открыта 8 мая 2008 года вместе со станциями Стршижков и Летняны.

## Вестибюли
Выход из станции на улицы Просецка, Высочанска осуществляется через центр зала.